# Johnny Messner (Schauspieler)
Johnny Messner (* 11. April 1970 in Syracuse, New York) ist ein US-amerikanischer Schauspieler.

## Leben
Messner wurde am 11. April 1970 in Syracuse, New York geboren. Er ist deutscher, italienischer und spanischer Abstammung. Er lebte 13 Jahre lang in Europa, während sein Vater bei der US-Luftwaffe diente, hauptsächlich in Deutschland und England. Während dieser Zeit entwickelte er eine Liebe zum Sport, als er in Mannschaften auf Militärstützpunkten spielte. Er hat einen Bruder und eine Schwester
Vor seiner Karriere als Schauspieler arbeitete Messner drei Jahre lang für den Filmproduzenten Andrew Stevens.
Messner wurde vor allem durch seine Rolle als Navy-Seal Kelly Lake an der Seite von Bruce Willis in Tränen der Sonne bekannt. 2004 folgte dann Messners erste Hauptrolle in Anacondas: Die Jagd nach der Blut-Orchidee.
Im April 2013 wurde bekannt, dass er und seine Lebensgefährtin, die aus Cold Case – Kein Opfer ist je vergessen bekannte Schauspielerin Kathryn Morris, Zwillinge erwarten. Das Paar bekam Zwillinge. Mittlerweile ist das Paar getrennt und Messner mit Avril Grace verheiratet.
In den deutschsprachigen Synchronfassungen seiner Filme hatte Messner bisher verschiedene Synchronsprecher. Am häufigsten lieh ihm bisher Thomas Nero Wolff seine Stimme.

## Filmografie (Auswahl)
- 1998: Springfield Story (Fernsehserie)
- 1999: Rude Awakening (Fernsehserie)
- 1999: Angel – Jäger der Finsternis (Fernsehserie)
- 2000: Auf der Woge des Erfolgs
- 2000: CSI: Den Tätern auf der Spur (CSI: Crime Scene Investigation) (Fernsehserie)
- 2001: Operation Delta Force 4: Deep Fault
- 2001: Danny (Fernsehserie)
- 2001: Friends (Fernsehserie)
- 2001: Men, Women & Dogs (Fernsehserie)
- 2002: Super süß und super sexy (The Sweetest Thing)
- 2003: Tränen der Sonne (Tears of the Sun)
- 2003: Tarzan (Fernsehserie)
- 2003: Finding Home
- 2004: Spartan
- 2004: DKNY Road Stories
- 2004: Keine halben Sachen 2 – Jetzt erst recht! (The Whole Ten Yards)
- 2004: Anacondas: Die Jagd nach der Blut-Orchidee (Anacondas: The Hunt for the Blood Orchid)
- 2004: Our Time Is Up (Kurzfilm)
- 2005: Hostage – Entführt (Hostage)
- 2005: O.C., California (Fernsehserie)
- 2005: Das Traum-Date (One Last Thing…)
- 2005: Killer Instinct (Fernsehserie)
- 2006: Bottom's Up
- 2006: Running Scared
- 2007: Judy's Got a Gun (Fernsehfilm)
- 2007: Believers
- 2007: Remarkable Power
- 2007: The Art of Travel
- 2007: The Poker Club
- 2007: Loaded
- 2008: Ring of Death (Fernsehfilm)
- 2009: Knight Rider (Fernsehserie)
- 2009: Wrong Turn at Tahoe
- 2011: Caught on Tape
- 2011: Kill ém all
- 2011: Arena
- 2012: She Wants Me
- 2013: Officer Down
- 2013: Caught on Tape
- 2013: Kill'em All
- 2014: The Outsider
- 2014: The Equalizer
- 2015: Checkmate
- 2015: The Good, the Bad and the Dead
- 2015: Condemned
- 2016: Decommissioned
- 2016: Weaponized
- 2016: The Perfect Weapon
- 2016: The Girl Who Invented Kissing
- 2018: Criminal Minds (Fernsehserie, Episode 14x06)
- 2019: Beyond the Law
- 2021: Cosmic Sin
- 2022: A Day to Die
- 2022: Detective Knight: Rogue